# Критський Микола Дмитрович
Критський (Крицький) Микола Дмитрович (? — після 1833 року) — гідрограф, контр-адмірал. За походженням грек з о-ва Крит (у той час острів належав Османській імперії; нині — у складі Греції). Заслужено вважався одним з кращих гідрографів на Чорному морі. Був другом сім'ї О. С. Грейга. Провів перші розкопки і дав опис давньогрецьких культових споруд на о. Зміїний — храму Ахілла Понтійського і на о. Тендра — жертовника Ахілла та ін. Склав першу карту о. Зміїного.

## Військова служба

### Гідрографічна діяльність
В 1789 році в місті Санкт-Петербург вступив кадетом до корпусу іноземних єдиновірців. В 1794 році став гардемарином, плавав у Фінській затоці, а в 1796 — мічманом з направленням на Чорне море. З 1796 по 1798 рік здійснював плавання по Чорному морі. У 1798 році призначений командувати канонерськими човнами N 24 і N 29. До 1800 року командував невеликими суднами. В 1801 році, як капітан требаки (2-щоглового вітрильника) «Костянтин» здійснив гідрографічні дослідження Чорного моря (від Севастополя до Стамбулу), а в 1803 році командував канонерським човном N 5 і описав північно-східне узбережжя Азовського моря від Таганрогу до Керченської протоки. У 1804 році отримав звання лейтенанта, служив до 1807 року на комерційних судах. У 1807 році, командуючи загоном із п'яти канонерських човнів, брав участь у нападах на турецькі фортеці. З 1808 по 1820 рік плавав на різних суднах по Чорному морю. У 1821 році отримав у командування корвет «Язон». У 1822 році, командуючи шхуною «Севастополь», займався описом та картографуванням островів Березань і Зміїний. В 1824 році граф М. С. Воронцов, новий генерал-губернатор, доручив адміралу О. Грейгу спорядити експедицію на чолі з капітаном другого рангу Критським і геодезистом Манганарі, які повинні були відшукати зручне місце для спорудження пристані на Північному Приазов'ї. У сиру, холодну, вітряну осінь 1824 року Критський виконав дане йому доручення і в рапорті М. С. Воронцову написав: 
|  | Бердянська коса перевершує неймовірно своєю перевагою Обиітічну, і на ній ви можете завести пристань і порт, який хіба Севастополю поступиться… |

 У 1825 році, командуючи яхтою «Голубка», описав північну частину Чорного і Азовського морів. В наступному році призначений командиром 34-го флотського екіпажу і займався описом берегів Чорного моря від Севастополя до Керченської протоки.

### Участь у російсько-турецькій війні (1828—1829)
У 1827 році, командуючи лінійним кораблем «Микола», перейшов з Севастополя в Миколаїв, а потім в чині капітана 2 рангу, знаходився при головному командирі Чорноморського флоту віце-адміралі Грейгу для особливих доручень, на яхті «Втіха» і лінійному кораблі «Париж». Того ж року отримав чин капітана 1 рангу. З 18 лютого 1828 року виконував обов'язки обер-інтенданта Чорноморського флоту. Будучи посланий до анапського паші, блискуче виконав розвідувальну місію. Проводив з міста Очакова на Дунай мостові понтони, потім повернувся до Миколаєва. С 1828 по 1829 рік брав участь у російсько-турецькій війні на флагманському кораблі Грейга «Париж» при взятті Анапи та облозі Варни. У 1832 році йому було присвоєно звання контр-адмірала. З 1829 по 1833 рік він жив і служив у Миколаєві. В одному з боїв був поранений в область ока.

### Відставка
У 1832-33 роках піддавався остракізму з боку нового начальника штабу Чорноморського флоту М. П. Лазарєва, який звинувачував Критського в розкраданнях і писав на нього безперервні доноси. В результаті цього був звільнений у відставку і восени 1833 року виїхав з Миколаєва в Одесу в один день з Грейгом, який відбув до Санкт-Петербурга.

## Нагороди
- Золота шабля «За хоробрість».
- Орден Святого Георгія IV-ст.
- Орден Святого Володимира IV-ст.
- Орден Святої Анни II-ст з алмазними знаками.